# ГЕС Ловер-Монументал
ГЕС Ловер-Монументал — гідроелектростанція у штаті Вашингтон (Сполучені Штати Америки). Знаходячись між ГЕС Літтл-Гус (вище по течії) та ГЕС Айс-Гарбор, входить до складу каскаду на річці Снейк, лівій притоці Колумбії (має гирло на узбережжі Тихого океану на межі штатів Вашингтон та Орегон).
У межах проекту річку перекрили комбінованою греблею висотою 78 метрів та довжиною 1155 метрів. Її центральна частина виконана як бетонна споруда та включає судноплавний шлюз із розмірами камери 203х26 метрів, тоді як до лівого та правого берегів прилягають земляні секції. Гребля утримує витягнуте по долині Снейк на 45 км водосховище Lake Herbert G. West з площею поверхні 26,7 км2 та корисним об'ємом 24,7 млн м3, що забезпечується коливанням рівня у операційному режимі між позначками 163,7 та 164,6 метра НРМ.
Пригреблевий машинний зал обладнали шістьома турбінами типу Каплан потужністю по 135 МВт. Вони використовують напір від 27 до 31 метрів (номінальний напір 29 метрів) та у 2015 році забезпечили виробництво 1,71 млрд квТ-год електроенергії на рік.